# Hôpital Antoine-Béclère
L’hôpital Antoine-Béclère est un centre hospitalier universitaire (CHU) public du GHU Assistance publique - Hôpitaux de Paris - Université Paris-Saclay, situé à Clamart dans les Hauts-de-Seine, en France. 
Sa compétence au niveau territorial s’étend sur quatorze communes des Hauts-de-Seine : Clamart, Issy-les-Moulineaux, Vanves, Malakoff, Montrouge, Meudon, Châtillon, Bagneux, Fontenay-aux-Roses, Le Plessis-Robinson, Sceaux, Bourg-la-Reine, Châtenay-Malabry et Antony. Il porte le nom d'Antoine Béclère, pionnier français de la radiologie. Sa capacité d'accueil est de 395 lits.

## Historique

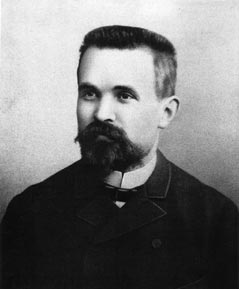
Dr Antoine Béclère (1856 - 1939)

L'hôpital de Clamart a été édifié de 1967 à 1971 selon les plans de l'architecte Henri Pottier. Dès son ouverture il reçoit le nom du docteur Antoine Louis Gustave Béclère, médecin français, pionnier de la radiologie et de la radiothérapie en France. L'inauguration a eu lieu dès l'achèvement des travaux en 1971. 
Il a été inauguré le 29 octobre de cette année par Robert Boulin, ministre de la santé publique et de la Sécurité sociale, en présence de Marie-Madeleine Dienesch, secrétaire d'État à l'action sociale et à la réadaptation, de Gabriel Pallez, directeur général de l'Assistance publique de Paris et de divers élus locaux. Le ministre déclare alors que : « le coût de cet hôpital - 84 millions de francs - n'est pas plus élevé qu'un kilomètre de boulevard périphérique. ».
C'est dans cet établissement que naquit le premier « bébé-éprouvette » de France, Amandine, le 24 février 1982, grâce aux équipes du biologiste Jacques Testart et du gynécologue obstétricien René Frydman, ainsi que du chef de service Émile Papiernik.
Les équipes de René Frydman sont aussi à l'origine du premier « bébé-médicament » de France, Umut-Talha, né le 26 janvier 2011 dans l'hôpital.

## Architecture
L'hôpital est reconnaissable par la forme caractéristique en trapèze des fenêtres. Il a été construit en 1971 par les architectes Jacques Vial et Henri Pottier. Le bâtiment est surmonté d'un château d'eau conçu par le bureau de design L'Œuf centre d'études.

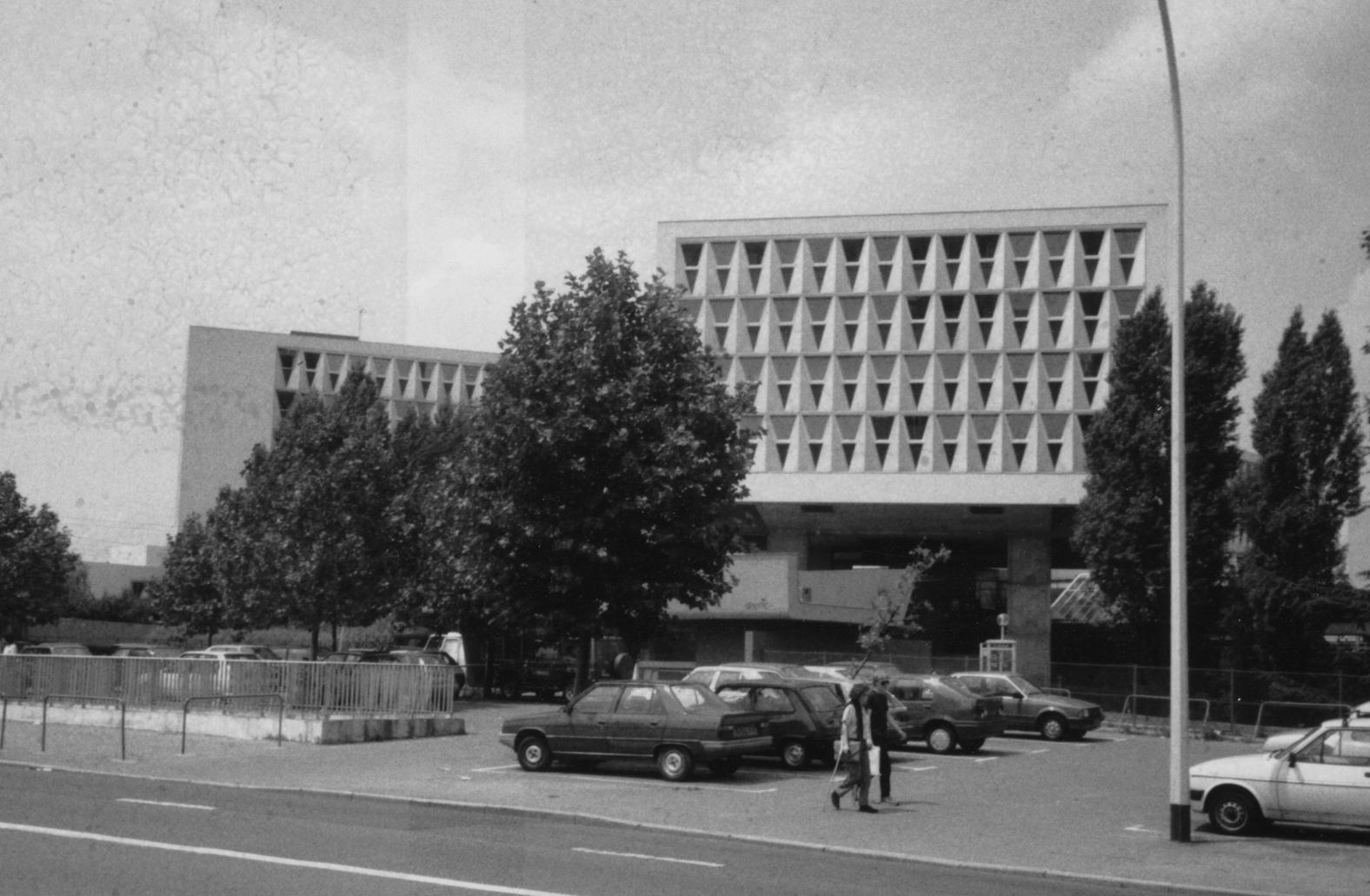
L'hôpital Antoine-Béclère en 1988.
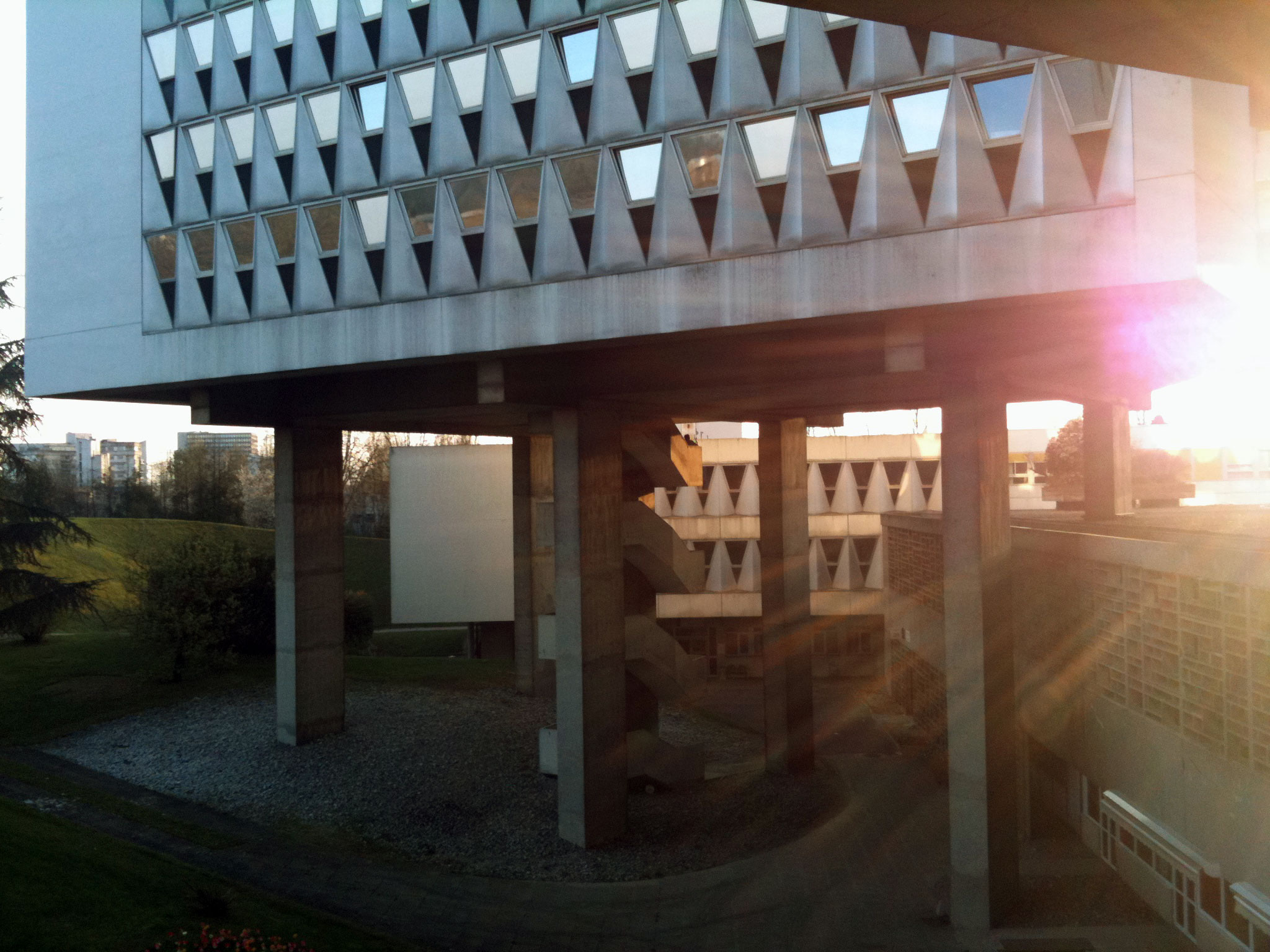
L'hôpital Antoine-Béclère en 2011.

## Activités
L'hôpital est spécialisé dans l'hypertension artérielle pulmonaire, la procréation médicalement assistée, les maladies métaboliques du foie chez l'enfant, la maladie de Willebrand et les troubles du sommeil.
Il accueille les urgences médico-chirurgicales adultes et pédiatriques ainsi que les urgences gynécologiques associée à sa maternité de type III.
Il possède l'ensemble des activités médico-chirurgicales d'un hôpital universitaire avec des lits d'hospitalisation en Médecine Interne, Hématologie, Cardiologie, Hépato-Gastro-Entérologie, Pédiatrie, Néonatologie. Pour les activités chirurgicales, elles concernent la chirurgie viscérale et digestive, la chirurgie orthopédique et traumatologique, la chirurgie gynécologique. Sont aussi présents une réanimation polyvalente adulte et néonatale et les laboratoires nécessaires à l'exercice de toutes ces spécialités.
En 2024, l’hôpital Antoine-Béclère est un des trente hôpitaux du monde à avoir été sélectionnés afin de mener l’étude POLAR (POsitive end-expiratory pressure Levels during Resuscitation of preterm infants At biRth), laquelle vise à « personnaliser le soutien respiratoire des grands prématurés à leur naissance et ainsi limiter les décès et séquelles à long terme. ».

## Tournages cinématographiques
Des scènes des films suivants ont été tournées dans cet hôpital :
- Peur sur la ville (1975) d'Henri Verneuil ;
Dans ce film, l'établissement porte le nom d'« Hôpital de la Trinité » comme l'indique un panneau posée à l'entrée et visible à l'occasion de plusieurs scènes[11].
- Pourquoi tu pleures ? (2011) de Katia Lewkowicz ;
- Un château en Italie (2013) de Valeria Bruni Tedeschi.

## Accès et transports
Situé (à droite depuis Paris) sur le cours de l'ancienne route nationale 306, ou RN 306 (déclassée en RD 906), l'hôpital est desservi à la station Hôpital Béclère par le tramway T6 qui longe l'avenue du Général-de-Gaulle et par le tramway T10.